# Sườn chữ T

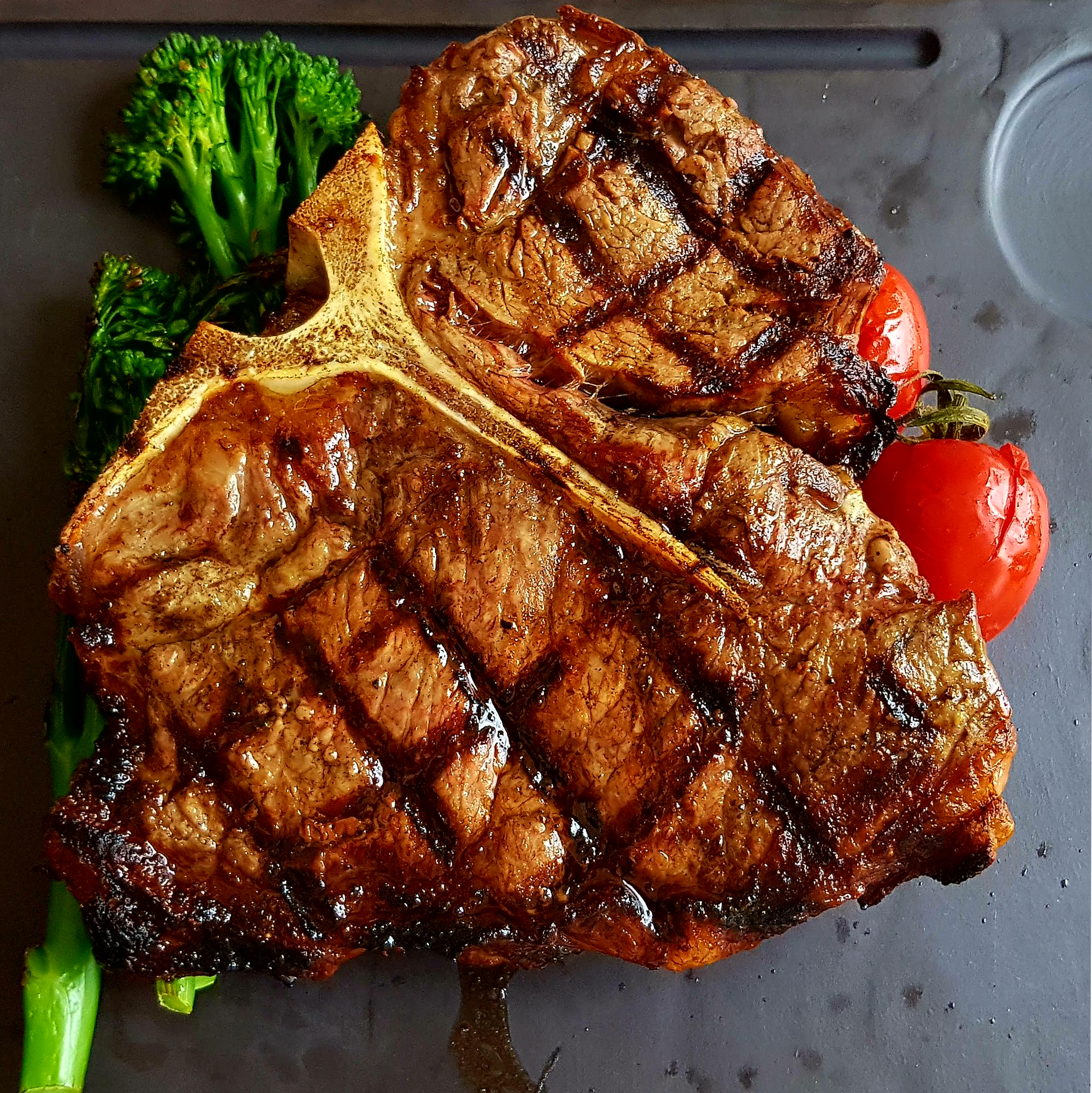
Một món sườn chữ T

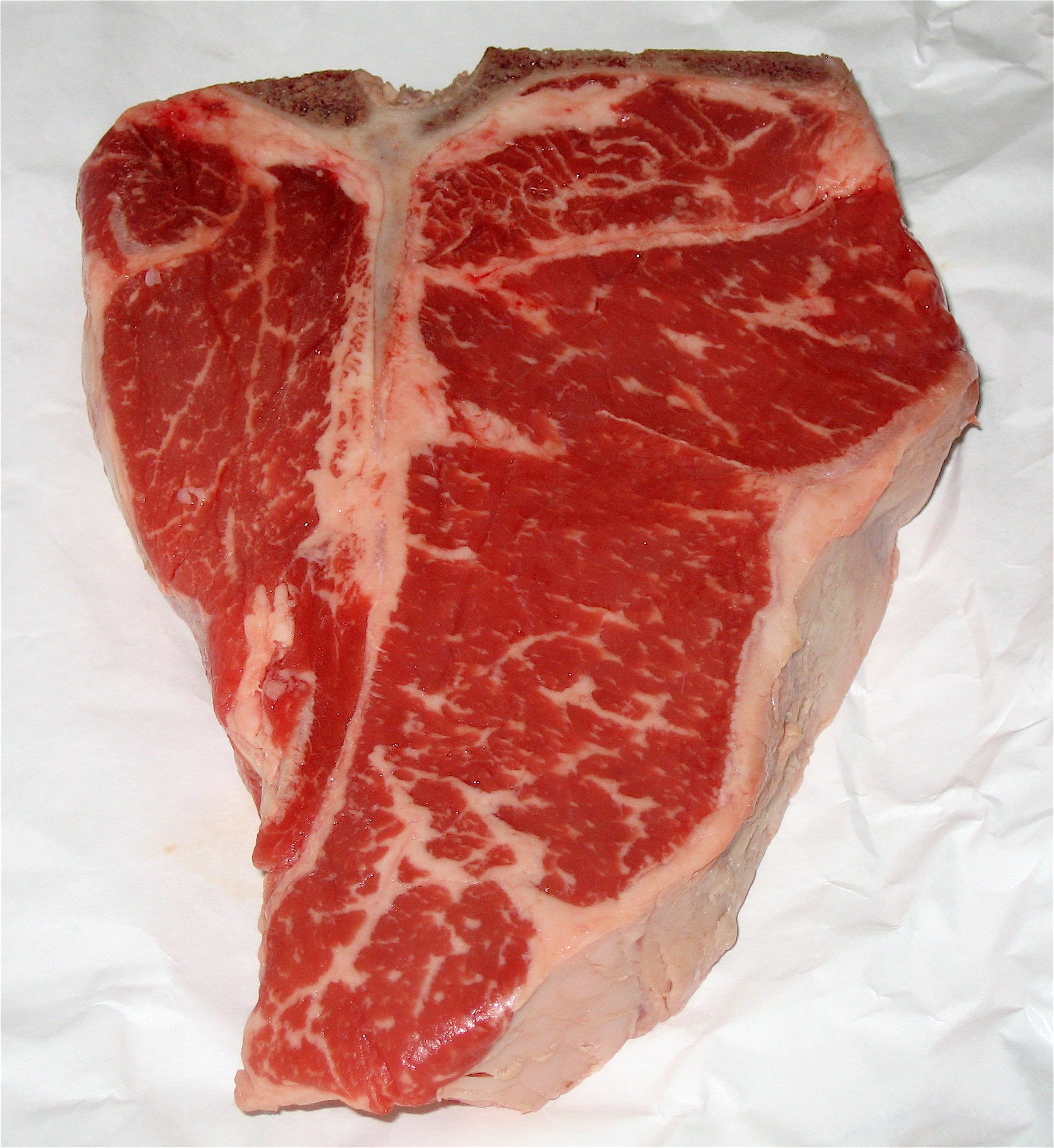
Bít tết nguyên xương chữ T với các đốt sống thắt lưng đặc trưng, vân cẩm thạch vừa phải (mô mỡ trong cơ cột sống) và phần thăn nhỏ hơn

Sườn chữ T (tiếng Anh: T-bone steak) hay còn gọi là thịt thăn chữ T là miếng thịt bò có xương hình chữ T nằm giữa hai cây thăn nội và thăn ngoại, gồm cả phần thăn lưng phía trên liền với miếng thăn nhỏ hay còn gọi là thăn chuột hay thịt thăn nội. Thịt thăn chữ T bao gồm miếng xương ở chính giữa, hai bên có 2 phần thịt, phần nhỏ hơn chính là phần thăn chuột và phần lớn hơn còn lại là thăn lưng. Loại thịt thăn chữ T bò Mỹ nổi tiếng mềm và ngon ngọt nên được rất nhiều nước ưa chuộng. Các nước trên thế giới rất thích các món từ thịt thăn chữ T là Mỹ và Úc. Tại các nhà hàng lớn, những món từ thịt thăn chữ T là những món cao cấp và có giá thành cao.

## Đặc điểm
Thịt thăn chữ T mang đặc điểm của cả hai phần thịt vừa thơm, vừa béo ngậy mùi bơ, lại ngọt thịt và mềm. Nó là một trong những món ăn thịt nướng hun khói khá thông dụng của người Úc. Con bò có xương chia cách thăn ngoại với phi lê thăn nội nên không tách riêng hai phần này ra mà cắt cho chúng dính liền xương, nằm cạnh nhau là có phần chữ T. Phần này có thăn ngoại nằm một bên, thăn nội nằm bên còn lại. Trong khúc thịt bò thì có số lượng rất ít trong con bò, thường được sử dụng để chế biến các món ăn hảo hạng bởi khi lọc phần thịt này ra nó không bị làm đứt các liên kết cơ giữa xương và thịt nên không bị mất nước mà giữ nguyên được độ săn chắc cũng như mùi vị của nó. 

## Khẩu vị
Do cách mà người ta lấy miếng thịt này ra khỏi con bò cũng đã giúp cho nó giữ được độ dai và hương vị tự nhiên do không bị mất nước và làm đứt các sợi liên kết cơ. Thịt thăn chữ T là một phần thịt có hương vị đặc biệt. Phần thịt được chia cắt bởi một đoạn xương hình chữ T với một bên là thăn ngoại, một bên là thăn nội. Chính vì vậy khi ăn thịt thăn chữ T những người sành ăn sẽ dễ dàng cảm nhận được hai hương vị khác nhau. Bên có phần thăn nội thì rất mềm, thăn nội cũng là phần thịt nạc nhất, đắt nhất trong con bò. Thăn ngoại thì dai hơn một chút, và chỉ một chút thôi so với phần thăn nội. Thăn ngoại cũng có thêm chút mỡ nên khi ăn sẽ cảm thấy béo hơn đôi phần. Thịt thăn chữ T rất mềm nên nó phù hợp với các món ăn tái, món này sẽ giúp cảm nhận được hết vị béo, vị mềm, vị ngọt của miếng thịt bò.

## Chế biến
Thịt thăn chữ T thích hợp nhất là với các món ăn tái, nhưng người ta cũng có thể dùng để làm món chiên, nướng, bít tết hoặc bò bít tết để ăn kèm khoai tây và bánh mì, chỉ cần tẩm ướp thịt thăn chữ T với chút muối Season Steak, để cho gia vị ngấm đều vào thịt khoảng 10 phút. Sau khi ướp xong thì cho lên chả rán hoặc nướng trên bếp than khoảng 7 đến 10 phút tùy thuộc vào độ dày của miếng thịt. Thời gian như vậy là vừa đủ để miếng thịt thăn chữ T chín mà không bị khô. Đó là cách ướp của người phương Tây, rất đơn giản vì họ luôn muốn giữ lại hương vị tự nhiên nhất cho miếng thịt đặc biệt này.
Về món nướng hoặc bít-tết thì, chế biến các món từ thịt bò nhìn chung rất đơn giản, bởi loại thịt này về bản chất đã rất thơm ngon nên không cần cầu kỳ sẽ làm mất đi hương vị tự nhiên của nó. Những món ăn phương Tây nói chung đều coi trọng điều này. Độ dày của miếng thịt thăn chữ T cũng sẽ đem lại cảm giác khác nhau khi ăn. Miếng thịt dày khi chế biến sẽ đỡ bị khô hơn, phần vân mỡ của miếng thịt, nếu không muốn bị ngấy thì nên chọn miếng có ít vân mỡ, nếu bạn muốn món ăn không bị khô và cảm nhận được vị béo của thịt bò thì nên chọn phần có nhiều vân mỡ hơn.